# امری کاسپی
اُمری کاسپی (به انگلیسی: Omri Casspi) زاده ۲۲ ژوئن ۱۹۸۸ در شهر خولون، بسکتبالیست حرفه‌ای و ملی‌پوش اسرائیلی، در پست فروارد کوچک برای تیم هیوستون راکتس است.
او در سال ۲۰۰۹ در رتبه ۲۳ قرعه‌کشی سالیانه ان بی ای به تیم ساکرامنتو کینگز تعلق گرفت.